# Schönau am Königssee
Schönau am Königssee  (Schönau del Lago del Rey) es un municipio en el estado federado de Baviera, distrito de Berchtesgadener Land, Alemania. El municipio incluye el lago del Rey y la capilla de peregrinación de san Bartolomé.
Como curiosidad en su cementerio se encuentran enterrados la actriz Magda Schneider madre de la famosa Romy Schneider, y su tercer marido Horst Fehlhaber.

## Geografía

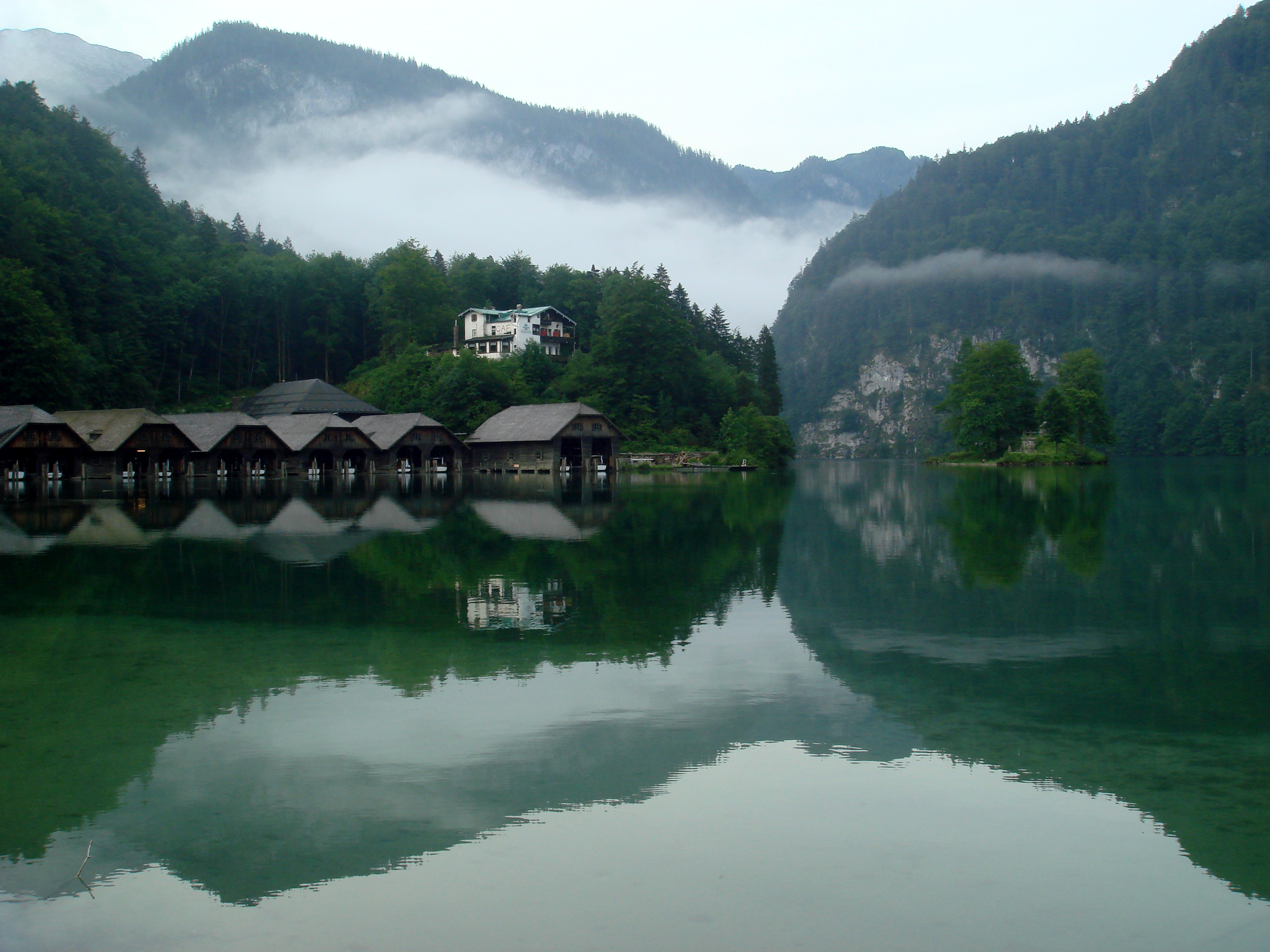
Schönau am Königssee.

El municipio de Schönau am Könnigssee está localizado en las orillas del lago de mismo nombre que en español tradicional es llamado lago del Rey. Este lago está rodeado de altos acantilados lo que le da la apariencia de ser un fiordo. Con 190 m de profundidad es el lago más profundo de Alemania y tiene la reputación de tener el agua más limpia del país. En la ribera este se encuentra el monte Watzmann, que con 2.713 m s. n. m. es la tercera montaña más alta de Alemania.

## Divisiones
El municipio está compuesto por seis pueblos y la capilla de peregrinación St. Bartholomä. La lista completa es la siguiente:
1. Oberschönau
2. Unterschönau
3. Hinterschönau
4. Königssee
5. Faselsberg
6. Schwöb
7. St. Bartholomä

Oberschönau es el centro administrativo y Unterschönau es la sede de la parroquia católica. En Königssee hay una pista refrigerada de bobsleigh y luge que ha sido sede de varios campeonatos, nacionales y mundiales de ambos deportes.

## Economía

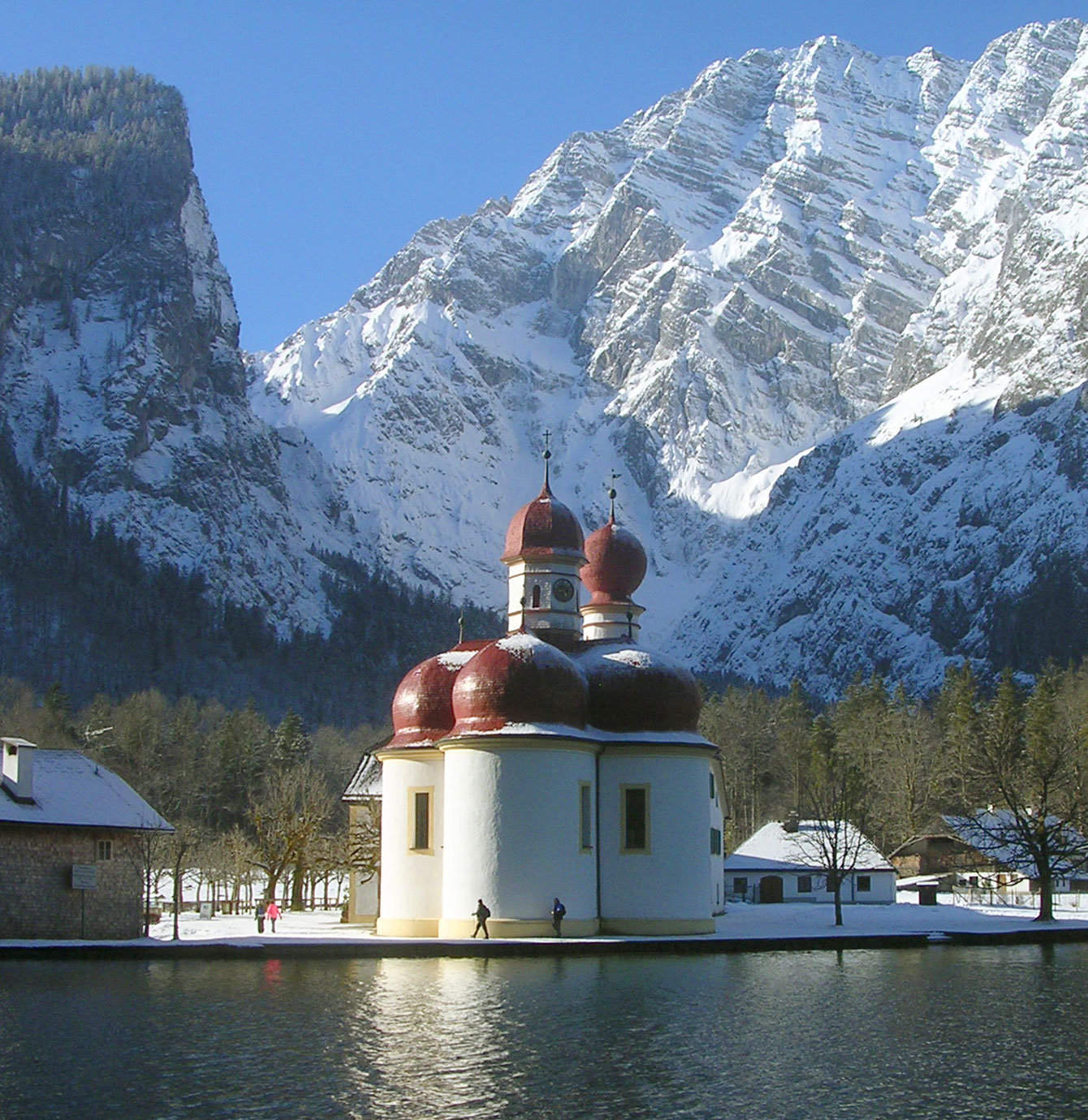
Vista de St. Bartholomä.

El turismo es la principal actividad económica de la región. Schönau cuenta con más de 8000 camas para visitantes entre hoteles, casa de huéspedes y pensiones. En los meses de verano operan en el lago barcos eléctricos (para evitar la contaminación y el ruido), que transportan a los turistas a la capilla de St. Bartholomä, que está a unos 25 minutos de travesía del pueblo de Königssee. Estos barcos hacen la travesía hasta Salet, en el extremo sur del lago. En el área hay también varios senderos para la práctica del senderismo. Uno de estos senderos conduce a la Eiskapelle (capilla de hielo), una bóveda de hielo que se forma al pie del monte Watzmann en el verano.